# 三国湊城
三国湊城（みくにみなとじょう）は、越前国三国湊、現在の福井県坂井市三国町にあった日本の城。湊ノ城、千手寺城とも呼ばれる。

## 概要
三国湊に臨む経ヶ岡に建立された千手寺が、南北朝時代に城郭として使用されたもので、東西南北220メートル四方、大手は西側にあり、堀と塀を巡らせていたと見られる。『太平記』には「中にも湊城とて、北陸道七箇国の勢共が終に攻落せざりたり平城也」という記述がある。
南朝方の武将である新田義貞の弟脇屋義助の家臣である畑時能が居城とし、北朝方との戦いで義貞が戦死し平野部を制圧されると、時能はこの城を出て奮戦の末、戦死した。
その後、千手寺は朝倉氏と関係があったと見られ、明応2年（1494年）甲斐の残党と一向一揆が越前に侵入した際、朝倉方は湊城に拠って防戦したが、永正3年（1506年）の一向一揆により寺坊は全て焼失した。後、朝倉義景の近臣・桜井新左衛門が居城としたが、桜井氏は天正元年（1573年）に織田信長と戦って大敗した義景が大野へ逃れるのに付き従った。
坂井市三国町山王2丁目の妙海寺北西墓地が城跡であるとされ、石碑と解説板があるが、遺跡地図上では埋蔵文化財包蔵地（遺跡）になっていない。